# 河合隆司
河合 隆司（かわい たかし、1962年4月9日 -）は、愛知県出身の俳優、司会者。楽友社所属。青山学院大学経済学部卒業。
特技は乗馬、スキューバダイビング。旧芸名は河合 隆磁。

## 出演

### 映画
- スーパーの女（1996年） - 解体業者
- スパイ・ゾルゲ（2003年）

### テレビドラマ
- ザ・サスペンス（1984年）
- 翔ぶが如く（1990年） - 是枝正右衛門
- 土曜ワイド劇場
  - アルプス秘湯推理旅行（1990年）
  - 天才・神津恭介の殺人推理 第1作「時速240km東北新幹線遠隔殺人トリック!」（1997年）
  - 二重証言の妻（1999年）
- 太平記（1991年） - 新田氏義
- 世にも奇妙な物語 第1部「無人艦隊」（1991年）
- 信長 KING OF ZIPANGU（1992年） - 山上宗二
- 今、ときめいて白きランナー（1992年）
- 法医学教室の事件ファイル 第7話「過労死の秘密!? 女医の疑惑」（1992年）
- 月曜ドラマスペシャル 湯けむり仲居純情日記 第1作「伊豆湯の町に謎の美人仲居あでやかに登場」（1993年）
- 徳川慶喜（1998年） - 水戸藩士
- サトラレ 第9話「母の手術!! 天才が…奇跡を?」（2002年）

### 舞台
- OH! 神様
- 哀しみと息子たち（2009年）